# ريان هولمز
ريان هولمز هو رائد أعمال في الإنترنت ‏ وصاحب مطعم ومبرمج كندي، ولد في 30 ديسمبر 1974 في فيرنون في كندا.

## وصلات خارجية
- الموقع الرسمي